# امیل آماگات
امیل آماگات (انگلیسی: Émile Amagat; ۲ ژانویهٔ ۱۸۴۱ – ۱۵ فوریهٔ ۱۹۱۵) یک فیزیک‌دان در زمینه ترمودینامیک اهل فرانسه بود.